# Sadie (groupe)
Sadie (バンド) est un groupe japonais de Visual kei.

## Membres
- Mao (真緒?), chant.
- Tsurugi (剣?), Guitare rythmique.
- Mizuki (美月?), guitare électrique.
- Aki (亜季?), basse.
- Kei (景?), batterie.

### Ancien membre
- Sora (空?) (2005-2006), batterie.

## Discographie

### Albums
- 2006: The Trend Killer
- 2006: THE SUICIDE MACHINE
- 2007: THE BULLET STORM
- 2008: Undead 13+2
- 2009: MASTER OF ROMANCE
- 2009: Gain
- 2010: Singles
- 2011: COLD BLOOD
- 2012: RED LINE
- 2012: THE BLACK DIAMONDS
- 2013: THE BOOTLEG -hisou-
- 2013: MADRIGAL de MARIA
- 2014: GANGSTA

### Singles
- 2005: Kokui no Shita no Yokubou to, Kunou no Hate ni Mita Hyakkei no Yuritachi
- 2005: Oboreru Sakana
- 2005: Dekiai
- 2006: Voice of Pain
- 2006: Sayonara no Hate
- 2006: GRUDGE OF SORROW
- 2007: a holy terrors
- 2007: Mousou Masochism
- 2008: Crimson Tear
- 2008: Grieving the Dead Soul
- 2008: Struggle against betrayal
- 2008: Ice romancer
- 2009: Awaki Gunjou
- 2009: Kagerou
- 2010: Dress
- 2010: Cry more
- 2010: Toge
- 2010: Juggernaut
- 2011: Rosario
- 2012: METEOR
- 2013: Soukoku no Tsuya